# جوزيف أ. ماكدونو
جوزيف أ. ماكدونو (بالإنجليزية: Joseph A. McDonough)‏ هو مخرج أمريكي، ولد في 20 أكتوبر 1896 في بورتلاند في الولايات المتحدة، وتوفي في 11 مايو 1944 في هوليوود في الولايات المتحدة.

## وصلات خارجية
- جوزيف أ. ماكدونو على موقع IMDb (الإنجليزية)
- جوزيف أ. ماكدونو على موقع قاعدة بيانات الأفلام السويدية (السويدية)
- جوزيف أ. ماكدونو على موقع قاعدة بيانات الفيلم (الإنجليزية)
- جوزيف أ. ماكدونو على موقع كينوبويسك (الروسية)